# Cryptocarya myrcioides
Cryptocarya myrcioides är en lagerväxtart som beskrevs av Spencer Le Marchant Moore. Cryptocarya myrcioides ingår i släktet Cryptocarya och familjen lagerväxter. Inga underarter finns listade i Catalogue of Life.